# Naurština
Naurština, známá v místním jazyce jako dorerin Naoero, je původním jazykem obyvatel ostrova Nauru. Tento jazyk patří do austronéské skupiny jazyků. S odhadovaným počtem 7 000 mluvčích, což tvoří přibližně polovinu populace Nauru, hraje naurština klíčovou roli v kulturním a komunikačním životě ostrova.
Mimo naurštinu většina obyvatel Nauru také ovládá angličtinu, což je důsledek historických vazeb s anglofonními zeměmi. ISO 639 kódy pro naurštinu jsou 'na' a 'nau'. Je důležité zdůraznit, že naurština je uznávaným jazykem Organizace spojených národů (OSN), což podtrhuje jeho kulturní a lingvistický význam v mezinárodním kontextu

## Fonologie

### Souhlásky
Naurština má 16 - 17 fonematických souhlásek. Naurština tvoří fonematický kontrast mezi tvrdými a měkkými retovými hláskami, které jsou párově zdvojovány. Zadopatrové souhlásky nejsou zjevné před dlouhými zadními samohláskami.

### Samohlásky
V naurštině existuje 12 fonematických samohlásek (6 krátkých a 6 dlouhých). V dodatku k alofonu se počet samohlásek redukuje, anebo zcela vymizí.

## Systém písma
V naurštině původně existovalo 17 původních písmen:
5 samohlásek - a, e, i, o, u a 12 souhlásek - b, d, g, j, k, m, n, p, q, r, t, w.
Písmena c, f, h, l, s, v, x, y, z nejsou v původním jazyce obsažena.
Po reformě v roce 1938, kterou provedla komise, kterou vedl Timothy Detudamo, bylo schváleno užívání základních 28 písmen latinky, které jsou vlastně anglickou abecedou.

## Ukázka textu v naurštině
Následující ukázka textu je z Bible, kniha Genesis (1.1-1.8).
1Ñaga ã eitsiõk õrig imim, Gott õrig ianweron me eb. 2Me eitsiõk erig imin ñana bain eat eb, me eko õañan, mi itũr emek animwet ijited, ma Anin Gott õmakamakur animwet ebõk. 3Me Gott ũge, Enim eaõ, me eaõen. 4Me Gott ãt iaõ bwo omo, me Gott õekae iaõ mi itũr. 5Me Gott eij eget iaõ bwa Aran, me E ij eget itũr bwa Anũbũmin. Ma antsiemerin ma antsioran ar eken ũrõr adamonit ibũm. 6Me Gott ũge, Enim tsinime firmament inimaget ebõk, me enim ekae ebõk atsin eat ebõk. 7Me Gott eririñ firmament, mõ õ ekae ebõk ñea ijõñin firmament atsin eat ebõk ñea itũgain firmament, mõ ũgan. 8Me Gott eij egen firmament bwe Ianweron. Ma antsiemerin ma antsioran ar eke ũrõr karabũmit ibũm.
Tato ukázka jasně poukazuje na vliv němčiny na obyvatele Nauru, protože ostrov byl od roku 1888 německou kolonií.

## Příklady

### Číslovky
| Naursky | Česky |
| aikwen  | jeden |
| aro     | dva   |
| aiyu    | tři   |
| aeokw   | čtyři |
| aiyimo  | pět   |
| ango    | šest  |
| ae(i)u  | sedm  |
| aouyu   | osm   |
| ado     | devět |
| ata     | deset |

## Několik frází
| Naursky        | Česky        |
| -------------- | ------------ |
| Anubumin       | Noc          |
| Aran           | Den          |
| Bagadugu       | Předci       |
| (E)kamawir Omo | Vše nejlepší |
| Ebok           | Voda         |
| Firmament      | Země         |
| Gott           | Bůh          |
| Ianweron       | Nebe         |
| Iao            | Světlo       |
| Iow            | Mír          |
| Itur           | Temnota      |
| orig           | Začátek      |
| Tarawong (ka)  | Na shledanou |